# لوري غراهام (روائية)
لوري غراهام (بالإنجليزية: Laurie Graham)‏ (25 نوفمبر 1947، ليستر في المملكة المتحدة)؛ صحفية، كاتِبة وروائية بريطانية.